# Quila Quila
Quila Quila ist eine Ortschaft im Departamento Chuquisaca im südamerikanischen Andenstaat Bolivien.

## Lage im Nahraum
Quila Quila liegt in der Provinz Oropeza und ist zentraler Ort des Cantón Quila Quila im Municipio Sucre. Die Ortschaft liegt auf einer Höhe von 2933 m in einem Erosions-Talkessel südlich des Maragua-Kraters, an einem Zufluss des Río Purunquilla, der in südwestlicher Richtung zum Río Pilcomayo fließt. Am Westrand der Ortschaft liegt die Erziehungseinrichtung „Unidad Educativa Quila Quila“.

## Geographie
Quila Quila liegt östlich des bolivianischen Altiplano am Westrand der Cordillera Central. Das Klima ist ein gemäßigtes Höhenklima und ein typisches Tageszeitenklima, bei dem die mittlere Temperaturschwankung im Tagesverlauf stärker ausfällt als im Jahresverlauf.
Die Jahresdurchschnittstemperatur in der Region liegt bei etwa 16 °C (siehe Klimadiagramm Sucre), die Monatsdurchschnittswerte schwanken zwischen 14 °C im Juni/Juli und 17 °C im Oktober/November. Der Jahresniederschlag beträgt etwa 700 mm und weist fünf aride Monate von Mai bis September mit Monatswerten unter 25 mm auf, und eine deutliche Feuchtezeit von Dezember bis Februar mit Monatsniederschlägen zwischen 125 und 150 mm.

## Verkehrsnetz
Quila Quila liegt in einer Entfernung von 31 Straßenkilometern südwestlich von Sucre, der Hauptstadt des Departamentos.
Durch Sucre führt die 976 Kilometer lange Nationalstraße Ruta 6, die vom bolivianischen Tiefland an der Grenze zu Paraguay im Osten über Padilla nach Sucre und weiter nach Oruro im Hochland führt. Von Sucre aus führt in westliche Richtung eine unbefestigte Landstraße, die weiter nach Südwesten bis nach Quila Quila führt.

## Bevölkerung
Die Einwohnerzahl der Ortschaft ist in dem Jahrzehnt zwischen den beiden letzten Volkszählungen leicht angestiegen:
| Jahr | Einwohner         | Quelle       |
| ---- | ----------------- | ------------ |
| 1992 | keine Detaildaten | Volkszählung |
| 2001 | 356               | Volkszählung |
| 2012 | 393               | Volkszählung |
| 2024 |                   | Volkszählung |

Die Region weist einen hohen Anteil an Quechua-Bevölkerung auf, im Municipio Sucre sprechen 61,6 Prozent der Bevölkerung Quechua.